# Horatio Allen

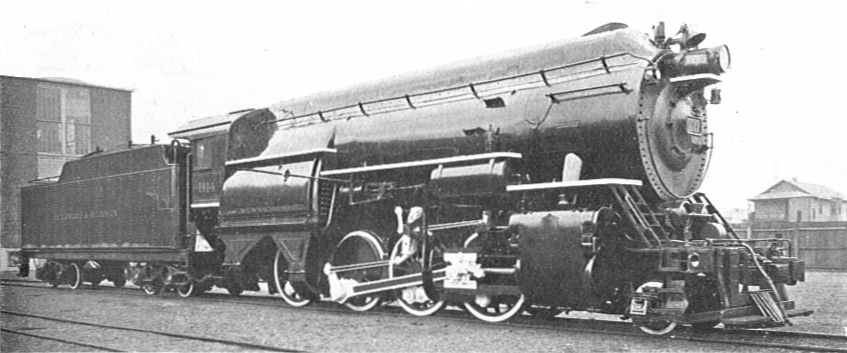
Locomotora de alta presión del D&H, "Horatio Allen", de 1924

Horatio Allen (10 de mayo de 1802 - 31 de diciembre de 1889) fue un ingeniero civil e inventor estadounidense, presidente del Ferrocarril del Erie en los años 1843 y 1844. En 1829 puso en funcionamiento con éxito la primera locomotora de vapor ensayada en los Estados Unidos, la Stourbridge Lion que había sido importada de Inglaterra.  

## Semblanza
Allen nació en Schenectady, Nueva York, en 1802. Se graduó en la Universidad de Columbia en 1823 y fue nombrado ingeniero asistente de la Compañía del Canal del Delaware y del Hudson (precursor del ferrocarril del mismo nombre). En 1827 renunció a la Compañía del Canal y viajó a Inglaterra (donde conoció al ingeniero George Stephenson), para estudiar la tecnología emergente de las vías férreas, particularmente de las locomotoras. Posteriormente, recibió el encargo de organizar la construcción de tres locomotoras para el ferrocarril que había proyectado la Compañía del Canal. En 1829 puso en marcha la primera locomotora de vapor que funcionó en los Estados Unidos, una de las que le había encargado el canal del Delaware y del Hudson. El nombre de esta locomotora era Stourbridge Lion, y funcionó con éxito en Honesdale, Pensilvania, el 8 de agosto de 1829. 
De 1829 a 1834 fue el ingeniero jefe de la Compañía del Canal y del Ferrocarril de Carolina del Sur, por entonces el ferrocarril más largo del mundo (alrededor de 136 millas/218 km). Fue el inventor del apoyo de cuatro ruedas denominado "bogie" utilizado en los vagones de ferrocarril. También escribió el libro titulado "The Railroad Era; First Five Years of its Development " (La era del ferrocarril; Primeros cinco años de su desarrollo) (1884). 
Desde 1838 hasta 1842 trabajó como ingeniero asistente principal del Acueducto de Croton, el principal sistema de suministro de agua de la ciudad de Nueva York; en 1842 pasó a colaborar con New York Novelty Works, un importante constructor de motores de vapor marinos y de otros motores; actuó en varias ocasiones como ingeniero jefe y presidente del Ferrocarril del Erie; de ingeniero consultor para el Ferrocarril de Panamá y el Puente de Brooklyn; y en 1872 y 1873 fue presidente de la Sociedad Estadounidense de Ingenieros Civiles. 
En 1924, el Ferrocarril del Delaware y del Hudson construyó su primera locomotora de alta presión experimental, la  N.º 1400, a la que se llamó "Horatio Allen".

## Publicaciones
- Allen, Horatio (November 1953). «Diary of Horatio Allen 1828 (England)». Railway and Locomotive Historical Society Bulletin 89: 97-138.
- M. N. Forney, Memoir of Horatio Allen (reprinted from the Railroad and Engineering Journal)